# Дечак са летећом веверицом
Дечак са летећом веверицом (Хенри Пелам) (енгл. A Boy with a Flying Squirrel (Henry Pelham)), или Хенри Пелам (Дечак са летећом веверицом) (енгл. Henry Pelham (Boy with a Squirrel)), је слика из 1765. године коју је насликао амерички сликар Џон Синглтон Копли. Приказује Коплијевог полубрата тинејџера, Хенрија Пелама, са кућним љубимцем летећом веверицом, животињом које се често појављивало у портретима колонијалне Америке као симбол префињености модела. Слика је настала у време када је Копли, портретиста са седиштем у Бостону, тежио да стекне признање својих европских савременика. Дело је однесено у Лондон на изложбу 1766. године, где је добило углавном похвале од уметника попут Џошуе Рејнолдса, који је, међутим, критиковао Коплијеву склоност детаљисању. Каснији историчари и критичари оценили су слику као пресудно дело у Коплијевој каријери и историји америчке уметности. Дело је било представљено на изложбама у Музеју лепих уметности у Бостону и Националној галерији уметности. Од 2023. године, налази се у власништву музеја у Бостону.

## Позадина настанка
До 1765. године, Џон Синглтон Копли се утврдио као водећи портретиста трговачке елите Бостона. Иако је био упознат са европском уметношћу, Копли још није напустио подручје Нове Енглеске и углавном је био самоук. У то време је био првенствено портретиста, али је тежио да постане сликар историјских сцена у европском стилу. Да би испитао да ли његова уметност задовољава енглеске стандарде, Копли је до ране јесени 1765. завршио слику Дечак са летећом веверицом, која је била намењена публици у Лондону.
У портретима из колонијалне Америке било је уобичајено приказивање веверица на ланцу које држе жене и деца. У тим делима успешна припитомљеност веверице указивала је на префињеност и образовање власника, јер се процес дресуре сматрао начином цивилизовања и веверице и власника. Поред слике Дечак са летећом веверицом, Копли је 1765. године насликао још два дела са веверицама: Госпођа Теодор Аткинсон и Дечак са веверицом, Џон Би Холмс. Коплијев портрет Данијела Кромелина Верпланка из 1771. године такође укључује веверицу. Према америчком критичару Хенрију Теодору Такерману, Копли је наводно био интимно упознат са природом летеће веверице и имао је неколико ових животиња као кућне љубимце.
Субјекат слике Дечак са летећом веверицом, Хенри Пелам, био је Коплијев полубрат. Пелам је рођен 1749. године, као син удовице Коплијеве мајке, која се 1748. удала за Питера Пелама. Под Коплијевим менторством, Пелам је постао сликар и гравер, као и званични Коплијев пословни менаџер и асистент. Копли и Пелам имали су блиске и присне односе, што је потврђено објављеном преписком између њих двојице из 1914. године.

## Опис
Слика представља профилни портрет Хенрија Пелама који седи за столом. Наслов дела је навођен као Дечак са летећом веверицом (Хенри Пелам), Хенри Пелам (Дечак са летећом веверицом) и Дечак и веверица. Пелам носи тамноплави капут са црвеним оковратником, жути прслук и белу крагну, док његова десна рука држи златни ланац причвршћен за кућног љубимца, летећу веверицу.
Копли је на слици приказао разноврсност боја и текстура, укључујући црвени застор у позадини, високо полирани махагонијски сто, Пеламову кожу, крзно веверице и одразе у чаши воде. Посебна пажња посвећена је детаљима веверице, што се види у прецизно приказаним очима и мембрани за летење. Веверица је приказана како грицка орах, што је у уметности колонијалне Америке симбол стрпљења и упорности.

## Историја

### Трансантлантско путовање
Слика Дечак са летећом веверицом завршена је док је Копли још увек живео у Бостону, али је морала бити послата преко Атлантског океана на пролећну изложбу 1766. године у Лондону, у организацији Друштва уметника Велике Британије. Копли је био свестан ризика који је морско путовање представљало за уметничка дела; претходно је изгубио пастеле у бродолому у пролеће 1765. године. У писмима која се односе на слику Дечак са летећом веверицом, Копли је изразио забринутост због могуће промене боја током путовања. Стога је окупио професионални тим како би осигурао безбедан транспорт слике до Лондона. Слика је преко Атлантика превезена као део пртљага извесног господина Роџера Хејла. Хејл је потом слику испоручио капетану Р. Г. Брусу, Коплијевом пријатељу који је живео у Лондону. Брус је дело предао лорду Кардросу, који је слику однео у атеље водећег британског сликара, сера Џошуе Рејнолдса.
Амерички сликар Бенџамин Вест, који је тада боравио у Лондону, прегледао је слику пре изложбе. По првом виђењу дела, Вест је наводно узвикнуо: Какво божанствено бојење! Достојно самог Тицијана! Иако је ауторство слике било изгубљено када је стигла у Рејнолдсов атеље, Вест је закључио да је сликар Американац, јер је платно било затегнуто преко америчког бора. Писмо од Коплија на крају је стигло до Веста, потврђујући Коплија као аутора дела. Ипак, на изложби Друштва уметника слика је погрешно означена као дело господина Вилијама Коплија из Бостона, Нова Енглеска.

### Пријем
Након изложбе слике Дечак са летећом веверицом у Лондону 1766. године, Друштво уметника охрабрило је Коплија да дође у Лондон на уметничку обуку и изабрало га за члана у знак признања његовог талента. Капетан Брус је прислушкивао разговоре посетилаца током изложбе и интервјуисао Рејнолдса о његовом мишљењу о слици, све то преносећи Коплију. Према Брусовом извештају, Рејнолдс је похвалио дело као веома чудесан рад. Ипак, Рејнолдс и његове колеге приметили су да Копли посвећује претерану пажњу детаљима. Рејнолдс је прокоментарисао да композиција има мало крутости у цртежу, хладноће у сенкама и претерану прецизност. Додао је да је Коплију потребна одговарајућа обука пре него што његов стил и укус буду искварени или фиксирани радом на свој начин у Бостону.
Слика је привукла и пажњу Бенџамина Веста, који је у писму Коплију признао велику част коју ти је слика донела, али је дело окарактерисао као превише линијско. Успех слике у Енглеској подстакао је Коплија да у каснијем америчком периоду ствара дисциплинованије портрете и ојачао његову одлуку да се пресели у Лондон, што је учинио 1774. године.

### Провенијенција и изложбе
Након Коплијеве смрти 1815. године, слику је наследио његов син Џон Копли, први барон Линдхерст. Након смрти барона Линдхерста 1863. године, слика је 1864. године на аукцији у Кристију у Лондону продата Џејмсу Саливану Аморију, супругу Коплијеве унуке Мери Копли, Грин Амори. Слику је 1891. године наследио њихов син Фредерик Амори, а 1928. Коплијева праунука.
Музеју лепих уметности у Бостону обележио је Коплијеву двестогодишњицу изложбом од 1. фебруара до 15. марта 1938. године, где је изложена и Дечак са летећом веверицом. Од 19. септембра до 31. октобра 1965. године, слика је била део Коплијеве изложбе у Националној галерији уметности у Вашингтону.
Године 1978. слику је Музеју лепих уметности у Бостону поклонила Коплијева праунука. Годишњи извештај музеја за ту годину описао је дело као најважнији појединачни поклон колекцији у последњих неколико година. Од 2023. године, слика се налази у Саундерсовој галерији музеја, међу другим делима Коплија.

## Критике
Многи критичари уметности из XIX века сматрали су слику Дечак са летећом веверицом једним од најважнијих дела Џона Синглтона Коплија. Према историчару уметности Вилијаму Данлапу, шкотски писац Алан Канингем је оценио да од свега што је [Копли] икада насликао, ништа не надмашује његовог Дечака и веверицу у дубини и лепоти боја. Х. Т. Такерман је 1867. године тврдио да је слика обликовала целу будућу каријеру Коплија. Савременији поглед је 1976. године изнео амерички историчар уметности Џон Вилмердинг, који је дело описао као рано ремек-дело и значајну прекретницу у колонијалној америчкој уметности. Неки критичари су уочили да је Коплијева слика више од портрета. Амерички уметник и новинар С. Г. В. Бенџамин је 1880. године сматрао Дечака са летећом веверицом једним од најважнијих историјских сликараских дела уметника. Године 1983, историчар уметности Тревор Фербразер је повукао паралеле између слике и европских побожних слика, као и са сценама Жана Симеона Шардена на којима дечаци играју карте.
Историчарка уметности Џенифер Робертс веровала је да је Дечак са летећом веверицом најзначајнија слика коју је Копли дотад произвео у Америци. Ово је било његово прво велико непоручено дело и прва слика изложена јавности. Такође, ово је било прво Коплијево дело намењено европској публици, а он је желео да слика буде представљена најбољим уметницима на свету. У том смислу, његов уметнички стил је одступио од претходног рада. Робертс је сматрала да је укључивање детаљно приказане чаше воде, елемента који се нигде другде не појављује у Коплијевим делима, било зачудно објективно. Она је такође приметила неуобичајену употребу профилног формата, што је чинило ову слику јединим профилним портретом са једним субјектом који је Копли створио у Америци. У ширем смислу, Робертс је тријумф слике у критици видела као почетни догађај у историји америчке уметности. Даље, Робертс је сматрала да је директно поређење Коплијеве слике са европским делима током изложбе у Лондону кључан показатељ настајућих разлика између америчке и европске уметности.